# ليزلي غاستون
ليزلي غاستون (بالإنجليزية: Leslie Gaston)‏ هي لاعبة كرة قدم أمريكية، ولدت في القرن 20.
1. ↑   https://www.statscrew.com/womenssoccer/stats/p-gastoles001. {{استشهاد ويب}}: |url= بحاجة لعنوان (مساعدة) والوسيط |title= غير موجود أو فارغ (من ويكي بيانات) (مساعدة)